# Onosma nervosum
Onosma nervosum är en strävbladig växtart som beskrevs av H. Riedl. Onosma nervosum ingår i släktet Onosma och familjen strävbladiga växter. Inga underarter finns listade i Catalogue of Life.